# F.B.EYE!! 相棒犬リーと女性捜査官スーの感動!事件簿
『F.B.EYE!!相棒犬リーと女性捜査官スーの感動!事件簿』（エフ・ビー・アイ!!あいぼうけん・リーとじょせいそうさかん・スーのかんどう!じけんぼ）は、2002年からアメリカ合衆国PAX TVにて全56エピソードが放送された海外ドラマ（カナダではCTVにて2003年に放映）。原題は『Sue Thomas:F.B.Eye』。
PAX TV（現Ion Television）がオリジナル番組の製作を休止することに伴い、2005年5月に終了した。なお、本番組はPAX TVの中では1・2を争う高視聴率を記録した。2009年9月にGMCがアメリカ東部時間月曜から木曜の午後8時の枠で放映を開始。同年10月には、ALN(American Life Network)でもアメリカ東部時間月曜から金曜の午後7時の枠で放映が開始され、2010年にはイギリスのAlibiネットワークでも放送された。

## 概要
本番組は、アメリカ合衆国のPebblehut Productions Inc.のデーブ・アラン・ジョンソンとゲーリー・R・ジョンソンによって発案された。これは、実在のスー・トーマス(Sue Thomas）の体験に大筋で基づいたものである。彼女は、耳の聞こえない女性であるが読唇術に長けており、それによりFBIの中でも精鋭のチームに配属される。本シリーズは、カナダではCTV、アメリカではPAX TV、イギリスではHallmark Channelで配給が決定。撮影監督はYuri Yakubiw、アートディレクターはビル・レイトンが担当した。
また、本シリーズはかつて「リップサービス」という番組名で知られていた。スーを演じた女優はディアン・ブレイ。彼女もスーと同様、耳の聞こえない女性である。撮影の殆どはオンタリオ州トロントで行われた。

## 放送打ち切りについて
前述のようにPAX TVの事情により2005年5月で放送が終了したわけだが、最終話は「The End...for now（今は一旦さよなら）」という言葉で締められた。ジョンソン兄弟他製作プロデューサーは、番組の再制作を諦めていないと語っている。

## 登場人物

### 主要人物
スー・トーマス
演 - ディアン・ブレイ、吹替え - 雨蘭咲木子
イギリス手話とアメリカ手話でコミュニケーションがとれる聾者。ワシントンD.C.のFBIに志願し合格。オハイオ州の自宅を出発しワシントンに向かう途中で、彼女にとって初めての聴導犬リーバイと出会う。両親は、聴覚障害者だけではなく健聴者と交わる生活を強くバックアップしてはいたが、今までとは全く違う環境に置かれるが故に対処できないのではないかと心配していた。母は、スーが充実した生活を送れるよう奮闘努力していた。それは、彼女が立派な女性として独り立ちさせることを意図していた。スーは、会話、手話、読唇術を身につけ、ピアノとアイススケートを習った。そして、マサチューセッツ州スプリングフィールドの大学で学位を取得した。
着任後「特別任務」に割り当てられたが、それは指紋分析という平凡なものであった。しかし、彼女は人生を指紋分析などに捧げる気は毛頭なく、彼女の思いのたけを吐露するべく人事部へと赴く。そこで、彼女はある男性を見つけ、不満をぶつける。しかし、彼は人事部の人間ではなく、特別捜査官のジャック・ハドソンだった。後のランチでジャックはスーに話しかけて相席になり、その際にスーが耳ではなく読唇術を使って会話していることに初めて気づき、感心する。そこで彼は、彼女のスキルを見極めるべくテストしようと考えた。それは、遠く離れて座っているマイルズが何を話しているか読み取らせようというものだった。ランチの後、スーはジャックのチームに入り、特別捜査官となる。
ジャック・ハドソン
演 - ヤニック・ビッソン、吹替え - 堀内賢雄
チームのリーダー。ウィスコンシン州出身の弁護士だったが、充実した仕事を希望し燃焼すべくFBIに転職。彼は（いつも助けてもらっている）スーに強く惹かれているが、チームリーダーという立場故に上手くアプローチできないでいる。オフィスのメンバーは二人の間の危うい空気を感じ取っているが、ジャックとスーはFBIの方針に反することを拒む。しかし、最終話でスーが職を離れることにより、二人は交際が可能になった。微妙で入り組んではいるが、二人は固い友情で結ばれている。また、（本当の意味における）ジャックの親友は、ボビーとデミトリアスの2人である。
ボビー・マニング
リック・ピータース、吹替え - 乃村健次
オーストラリア出身。ユーモアの持ち主で、それは多くの場面でみんなを和ませている。ジャックの良きパートナーでもある。彼らは歳も近く、スポーツと独身生活を心ゆくまで楽しんでいる。また、彼はギャンブル依存症からの回復途上にあり、今もギャンブラーズ・アノニマスに参加している。このことはジャックのみが知っていた。しかし、このことが結果的にボビーのFBI捜査官としてのキャリアを縮めてしまうこととなる。シーズン3では、シーズン2まで付き合っていたジャーナリストのダーシー・ダンジェロ（ポーリー・シャノン）と別れてしまう。彼女は、ロサンゼルスでのより高いステータスを得られる仕事のオファーを受け入れたのだった。このすぐ後、彼とタラの仲が親密になる。ボビーは、仕事を共にしているタラを（ダーシーよりも）更に守ってやるべき存在だと思ったのだ。彼が子供のとき、両親は離婚している。しかし、母はすぐに再婚し、ボビーは母と継父に親近感を抱く。二人は、今もオーストラリアのどこかに住んでいる。
デミトリアス・ガンズ
演 - マーク・ゴメス、吹替え - 青山穣
しばし頭文字の「D」と呼ばれる。オフィスにおける父的な存在。年齢・経験の両側面から1ランク上の捜査官といえる。メンバーの中では唯一結婚しており、ターニャとデイビーという2人の子供がいる。シーズン2では、彼の妻ドナが3人目の子供を身篭ったものの流産してしまうという不幸にみまわれる。上司が外に出ているときは、その代役を担うことがある。
マイルズ・リーランド3世
演 - テッド・アサートン、吹替え - 内田直哉
ハーバード大学出身のボストン人。議員の後見を受けている。自分の経歴やスキルに関する高説が大好きで、チームの仲間よりも上手だと思っている。その一方でユーモアのセンスに欠けることを気にかけており、暫しオフィスや他の場面でもジョークの対象になる。当初はチーム内にスーがいることを疑問視し、彼女をチームから離れさせようとしていた。これは完全に裏目となり、スーがチーム内で危うい立場に置かれていたマイルズに助け舟を出すことで収束するのである。日を追う毎に、スーとマイルズの関係は良くなっていった。また、彼のキャラそのものも、死の危機に直面してからは柔和になっていった。両親とはギクシャクした関係にあり、ようやくきょうだいのアンと適切な関係を作り始めた段階である。
タラ・ウィリアムス
演 - タラ・サミュエル、吹替え - 小林優子
コンピューターのエキスパート。銀行記録やコンピューターのハードドライブ、GPSなど、あらゆるサイバーの糸口から犯人を追跡することに長ける。よく訓練され、知識を身につけた特別捜査官と言えよう。しかし、はにかみ屋でぼんやりした印象があり、コンピューターの世界に入り込んでるときは完全に周囲を省みない。友達はスーとルーシーで、しばしば共に出かけたりする。また、アメリカ国家安全保障局で働くステガノグラフィ専門ののスタンリー・アボットと付き合っていたことがある。シーズン2の「The Actor" & "Planes, Trains, And Automobiles」の回では、アダム・キンゼイという映画スターに惹かれていた。しかし、スタンリーが暗号解読の手助けをし、タラと仕事を共にしていることがアダムにも分かったことで、その関係は終局を迎えることとなった。
ルーシー・ドットソン
演 - エヌーカ・ヴァネッサ・オークマ、吹替え - 高乃麗
スーにとってのルームメイトかつ一番の親友。チームにとっての「ローター」、つまりオフィスマネージャーであり、ベストコーディネーターである。スーの世界を知るべくアメリカ手話を習っている。父は数年前に亡くなったが、母と仲が良い。また、父方の祖母とも親密。マイルズと付き合ったこともあるが、浮気されていると分かり、結局は彼を振ってしまうことになる。その後マイルズとは、仕事上の関係としても、礼には適っているが血の通っていないものになってしまった。
リーバイ
演 - ジェシー
スーの聴導犬。ゴールデン・レトリバー。色々な局面でスーを守り、チームのメンバーが大好き。ワシントンD.C.でスーとはぐれたり、スーを守ろうとして銃で撃たれたり、様々な危機的局面にも遭ったことがある。賢くて陽気な性格で、もちろんチームのみんなもリーヴァイのことが大好きである。みんなとは、リーヴァイにちょっとしたいたずらをけしかけたりするくらいに仲が良い。彼はまた、落ち込んでいるメンバーの膝に頭を乗せたりすすり鳴いたりするなど、数々の場面でメンバーの心の癒しになっている。

### その他の人物
チャーリー
演 - ジャック・ジェソップ
プライベートにおけるスーの友達。スーの助言で補聴器をつける。
トロイ・マイヤーズ
演 - トロイ・コッツァー
シーズン1の第5話「The Signing」で、共犯者として初登場。この回では、彼とスーとの手話による会話をメインに話が構成された。手話の間は無音の演出が図られ、BGMもなかった。この後は改心し、スーたちと仲良くなる。また、マイヤーズ役のコッツァー（彼もまた耳の聞こえない男性である）はディアン・ブレイの夫でもある。
テッド・ガーネット
演 - ユージーン・クラーク
チームの上司。シーズン1の第6話で初登場。シーズン3の中盤まで務める。
ハウイー・ファインズ
演 - ジョナサン・ウィルソン
スーにとっての、最初の情報提供者。お喋りで喜怒哀楽が激しく、その態度は捜査官たちを悩ませることになる。
アマンダ・ダッフマン
演 - サミ・ブルジョア
耳の聞こえない少女。手話で交流するなど、スーと仲良くなる。
ランディ・ピッツ
演 - エド・サヘリ
眼鏡をかけた、鼻声のシニカルなファイナンスマネージャー。しばしマイルズたちと衝突する。

### カメオ出演
スー・トーマス捜査官
シーズン1の第18話「Billy The Kid」で登場。耳の聞こえない女優ディアン（トーマス役ブレイの名前）役で出演。彼女は、病院でスー（ブレイ）に出会い、軽く（手話で）話をする。最終話でも同じ役で出演した。また、シーズン1の第2話「Bombs Away」の話で、サラ・キム名義でサリー・ウェディングストンという別の役で出演したことがある。
チャンタル・クレイグ
シーズン1の第5話「The Signing」で、ダイアナ・グローヴ役で登場。彼女は、ジャック役のヤニック・ビッソンの妻である。

## 日本国内での放送
日本語版は全て東北新社が制作を担当した。

### 地上波
第1シーズンのみテレビ朝日にて放送。2003年1月6日-2月10日に月曜20:00-20:54 (JST) にて全国放送されたが、極端な視聴率の悪化により4エピソードのみ放送しただけで突如打ち切り。その後、2003年3月22日-4月5日の午前中に10話までの6エピソード分が集中放映された。

### CS放送
ムービープラス（旧:CSN1ムービーチャンネル）にて全てのエピソードが放送された。

### BSデジタル放送
BSジャパン（現BSテレ東）にて、全てのエピソードが放送された。
- 第1シーズン：2004年1月7日-2004年3月31日 毎週水曜11:30-13:20
- 第2シーズン：2005年1月9日-2005年3月27日 毎週日曜12:00-13:54
- 第3シーズン：2006年3月7日-2006年3月22日 毎週日曜12:00-12:55

新シーズン放送までの間は、前シーズンの再放送が行われた。2006年10月現在、第2シーズンが毎週金曜21:00-21:54に再放送されている。

## DVD
2009年11月10日に、リージョン1の地域で初めて、シーズン1前半の11話分（第1巻）がIntegrity Direct社からリリースされた。そして、シーズン1の後半とシーズン2・3が収録された第2-5巻が2010年5月18日にリリースされた。加えて、全56話を収めたコンプリートボックスも同日に発売された。これらの商品は公式サイトのみで販売されており、一般には流通していない。
なお、日本国内では、ソニー・ピクチャーズ エンタテインメントより第一シーズンのみが発売されている（2010年8月現在、絶版されていたが、2014年11月DVD-BOXで再発売）。

## 放映リスト
| エピソード                             | Ep # | 放送日(アメリカ) | タイトル・インフォメーション                                                        |
| -------------------------------------- | ---- | ---------------- | ----------------------------------------------------------------------------------- |
| Pilot                                  | 1    | 2002年10月13日   |                                                                                     |
| Bombs Away                             | 2    | 2002年10月20日   | “We’re off!” or “Look out!”                                                         |
| Assassins                              | 3    | 2002年10月27日   |                                                                                     |
| A Snitch in Time                       | 4    | 2002年11月3日    | pun on "a stitch in time saves nine" -- fixing a mistake before it gets out of hand |
| The Signing                            | 5    | 2002年11月10日   | pun on movie “The Shining” -- a different form of communication                     |
| A Blast from the Past                  | 6    | 2002年11月24日   | someone who returns after a long absence                                            |
| Silent Night                           | 7    | 2002年12月15日   | a popular Christmas carol                                                           |
| Greed                                  | 8    | 2003年1月12日    | one of the 7 deadly sins                                                            |
| Diplomatic Immunity                    | 9    | 2003年1月19日    | diplomats are given safe passage in another country and not susceptible to its laws |
| Dirty Bomb                             | 10   | 2003年2月2日     | a bomb leaving radioactive contamination                                            |
| The Heist                              | 11   | 2003年2月9日     | robbery, holdup                                                                     |
| The Leak                               | 12   | 2003年2月16日    | disclosing secret information                                                       |
| Missing                                | 13   | 2003年3月16日    |                                                                                     |
| Prodigal Father                        | 14   | 2003年4月6日     | parody on the Bible story “the Prodigal Son”                                        |
| He Said She Said                       | 15   | 2003年4月27日    | possibly unreliable information coming third- or fourth-hand                        |
| The Hunter                             | 16   | 2003年5月4日     |                                                                                     |
| The Fugitive                           | 17   | 2003年5月11日    | TV series (and movie) about a man falsely accused of his wife's murder              |
| Billy the Kid                          | 18   | 2003年5月18日    | frontier outlaw and gunman                                                          |
| Girl Who Signed Wolf                   | 19   | 2003年10月5日    | pun on “The Boy Who Cried Wolf”                                                     |
| Sniper                                 | 20   | 2003年10月12日   | one who shoots at people from a concealed place                                     |
| Homeland Security                      | 21   | 2003年11月2日    | efforts to protect the country against internal and external threats                |
| Cold Case                              | 22   | 2003年11月9日    | an unsolved case                                                                    |
| The Newlywed Game: Part 1              | 23   | 2003年11月16日   | a game show to see how well spouses know each other                                 |
| Breaking Up is Hard to Do: Part 2      | 24   | 2003年11月23日   |                                                                                     |
| Bad Hair Day                           | 25   | 2004年1月11日    | a day when everything seems to go wrong                                             |
| Political Agenda                       | 26   | 2004年1月18日    | politics interfering with day-to-day affairs                                        |
| The Gambler                            | 27   | 2004年2月8日     |                                                                                     |
| Into Thin Air                          | 28   | 2004年2月15日    | vanish into thin air                                                                |
| To Grandmother’s House We Go           | 29   | 2004年2月22日    | part of the song “Over the River and Through the Woods”                             |
| The Lawyer                             | 30   | 2004年4月4日     |                                                                                     |
| The Holocaust Survivor                 | 31   | 2004年4月11日    |                                                                                     |
| The Mentor                             | 32   | 2004年4月18日    |                                                                                     |
| Rocket Man                             | 33   | 2004年4月25日    | movie and songs                                                                     |
| Elvis is in the Building               | 34   | 2004年5月2日     | announcing a self-important person, typically a singer                              |
| Hit and Run                            | 35   | 2004年5月9日     | attacking someone and hightailing it                                                |
| Concrete Evidence                      | 36   | 2004年5月16日    | a sure-fire conviction                                                              |
| The Kiss                               | 37   | 2004年5月23日    |                                                                                     |
| Adventures in Babysitting              | 38   | 2004年10月3日    | 1987 film                                                                           |
| The Body Shop                          | 39   | 2004年10月10日   | a garage where vehicles are repaired                                                |
| Skin Deep                              | 40   | 2004年10月17日   | from the phrase "beauty is only skin deep"                                          |
| The New Mafia                          | 41   | 2004年10月31日   |                                                                                     |
| The Actor: Part 1                      | 42   | 2004年11月7日    |                                                                                     |
| Planes, Trains and Automobiles: Part 2 | 43   | 2004年11月14日   |                                                                                     |
| Simon Says                             | 44   | 2004年11月21日   | the children’s game where everyone does what the leader says                        |
| Did She or Didn’t She?                 | 45   | 2004年11月23日   |                                                                                     |
| Fraternity                             | 46   | 2005年1月30日    | a social "brotherhood" group, usually in colleges                                   |
| Secret Agent Man                       | 47   | 2005年2月13日    |                                                                                     |
| Spy Games                              | 48   | 2005年2月20日    |                                                                                     |
| Boy Meets World                        | 49   | 2005年3月6日     | a comedy TV show                                                                    |
| False Profit                           | 50   | 2005年3月13日    | pun on “false prophet”                                                              |
| Who Wants to Be a Millionaire          | 51   | 2005年4月3日     | a game show based on answering questions for money                                  |
| The Bounty Hunter                      | 52   | 2005年4月17日    |                                                                                     |
| Troy Story                             | 53   | 2005年5月1日     | pun on the movie “Toy Story”                                                        |
| Mind Games                             | 54   | 2005年5月8日     | games that exercise the intellect, or psychological manipulation                    |
| Bad Girls                              | 55   | 2005年5月15日    | movie, TV show, songs, etc.                                                         |
| Endings and Beginnings                 | 56   | 2005年5月22日    |                                                                                     |